# Shell Higher Olefin Process

Reaktionsschema des Shell Higher Olefin Process

Der Shell Higher Olefin Process (SHOP, oft redundant auch als SHOP-Prozess bezeichnet) ist ein chemischer Prozess zur Herstellung von linearen α-Olefinen. Der Prozess umfasst drei wesentliche Reaktionen: die homogenkatalytische Oligomerisierung von Ethen mittels eines metallorganischen Nickelchelatkomplexes, die Isomerisierung langkettiger α-Olefine in interne Olefine sowie die Metathese der internen Olefine, welche wiederum in α-Olefine und kürzerkettige interne Olefine überführt werden. Die Oligomerisierungsreaktion wird in 1,4-Butandiol durchgeführt, in dem die entstehenden α-Olefine kaum löslich sind und so einfach von der Katalysatorlösung zu trennen sind. Es handelt sich um das erste Beispiel einer industriell genutzten Heterogenisierung eines homogenen Katalysators.
Die grundlegende Reaktion der Ethen-Oligomerisierung wurde in den 1960er Jahren von Wilhelm Keim in den Laboratorien der Shell Development Company in Emeryville, Kalifornien, entdeckt. Das technische Verfahren wurde in den 1970er Jahren von der Royal Dutch Shell entwickelt und kommerzialisiert.
Der Shell Higher Olefin Process ermöglicht die Herstellung einer breiten Palette von Olefinen mit unterschiedlichen Kettenlängen. Diese dienen als Zwischenprodukte für die Herstellung einer Vielzahl von Endprodukten, darunter Waschmittel, Schmierstoffe und Polymere. Die Produktverteilung lässt sich durch die Variation der Prozessbedingungen der einzelnen Verfahrensschritte verändern. Dadurch kann das Produktspektrum an die Marktbedürfnisse angepasst werden, was zu einer Steigerung der Wirtschaftlichkeit des Prozesses beiträgt. Ein weiterer Ansatz zur Steuerung der Oligomerverteilung in die gewünschte Richtung stellt das Ligandendesign dar. Durch Variation der Liganden kann sowohl eine Verteilung in Richtung wachsartiger Produkte als auch zu überwiegend flüssigen Produkten erzielt werden. Im Jahr 2019 betrug die Produktionskapazität mehr als eine Million Tonnen α-Olefine pro Jahr.

## Geschichte

### Frühe Arbeiten
Für die Umwandlung von Ethen in höhermolekulare Olefine wurde eine Vielzahl von Oligomerisierungskatalysatoren eingesetzt. Der erste dazu verwendete Katalysator war 1938 Nickel(II)-oxid auf Kieselgur. Später wurde über Nickeloxid-Katalysatoren auf Trägermaterialien wie Alumosilicaten berichtet. Die erzeugten Olefine waren hauptsächlich Di-, Tri- und Tetramere des Ethens. Heterogene Nickelkatalysatoren, die teilweise mit Schwefel vergiftet wurden, verschoben zwar die Kettenlängenverteilung bei der Oligomerisierung von Ethen in Richtung höhermolekularer Produkte, jedoch weder die Ausbeute noch deren Linearität waren zufriedenstellend.

### Umweltprobleme

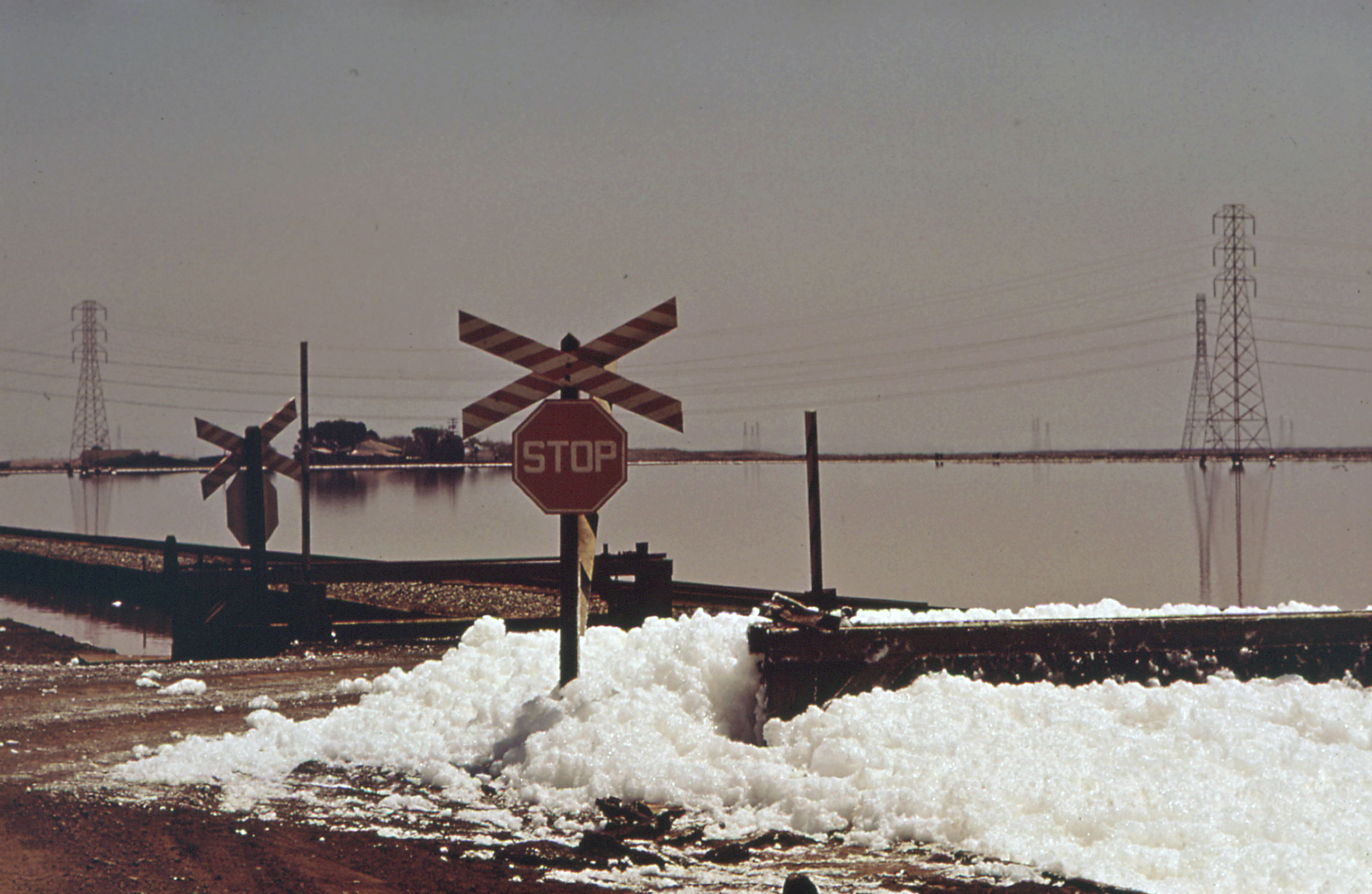
Schaumberge auf einem Fluss (1972)

In den 1960er Jahren führten Waschmittel auf Basis von verzweigten Fettalkoholen und Alkylbenzolsulfonaten mit einer Tetrapropylenseitenkette (BAS, vom englischen branched alkylbenzenesulfonate), die nur schwer biologisch abbaubar waren, zu Problemen mit Schaumbergen auf Gewässern. Die Umweltprobleme waren dadurch deutlich sichtbar und die daraus resultierende öffentliche Diskussion erforderte zusammen mit der Androhung von regulatorischen Maßnahmen ein schnelles Handeln. Um die negativen Auswirkungen zu vermeiden, bestand ein großer Anreiz, Waschmittel auf Basis unverzweigter Alkylketten und Fettalkoholen zu entwickeln, die leichter biologisch abbaubar waren.
Die Waschmittelindustrie löste das Problem mit dem Einsatz von Alkylbenzolsulfonaten, die lineare Alkylketten aufwiesen, die aus α-Olefinen stammten. Die auf unverzweigten Fettalkoholen und Alkylketten basierenden Detergenzien zeigten gute Wascheigenschaften bei niedrigen Temperaturen. Durch die Toleranz dieser Detergenzien gegenüber Wasserhärte konnte außerdem der Phosphatgehalt der Waschmittel verringert werden.
In den 1960er Jahren baute Shell Chemicals daher eine Hydroformylierungsanlage zur Herstellung von unverzweigten Fettalkoholen aus Olefinen in Geismar, Louisiana. Die verwendeten Olefine wurden ursprünglich durch die Chlorierung langkettiger Paraffine und der anschließenden Abspaltung von Chlorwasserstoff hergestellt. Die auf diese Weise erzeugten Olefine verkürzten jedoch die Lebensdauer des bei der Hydroformylierung verwendeten Cobaltkatalysators.
Daher suchte Shell nach alternativen Quellen für α-Olefine. Zudem stand durch den Bau eines Gasöl-Crackers Ethen in großen Mengen zur Verfügung. Vor diesem Hintergrund wurde die Forschungsabteilung beauftragt, die Oligomerisierung von Ethen zu α-Olefinen zu untersuchen.

### Entwicklung des Shell Higher Olefin Process

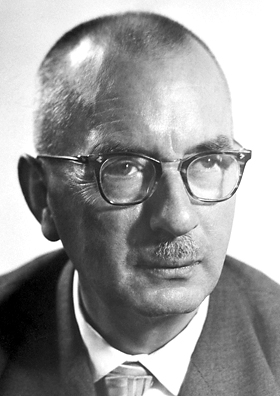
Karl Ziegler

Der Prozessschritt der Ethenoligomerisierung geht auf Arbeiten von Karl Ziegler und Günther Wilke am Max-Planck-Institut für Kohlenforschung in Mülheim an der Ruhr zurück. Im Rahmen der Untersuchungen zur Reaktion von Triethylaluminium mit Ethen zeigte sich, dass die Anwesenheit geringer Nickelsalzmengen die Reaktion in Richtung der Bildung von 1-Buten lenkt. Dieses als „Nickeleffekt“ bezeichnete Phänomen markierte den Beginn der Entwicklung einer Reihe von Katalysatoren für unterschiedliche Einsatzbereiche.
Wilhelm Keim modifizierte den Nickel-Katalysator durch Einführung eines Phosphor-Sauerstoff-Liganden. Die Möglichkeit der Katalysatorabtrennung durch Heterogenisierung wurde durch Zufall gefunden. Zunächst wurde bei den Versuchen Toluol als Lösungsmittel verwendet. Durch eine Verwechslung benutzte ein Laborassistent Acetonitril statt Toluol, woraufhin sich im Reaktor zwei Phasen bildeten: Eine Phase bestand aus reinen α-Olefinen, die zweite enthielt den Katalysator und Acetonitril. Dadurch ergab sich die Möglichkeit der Katalysatorrückgewinnung in einem zweiphasigen Verfahren. Weitergehende Forschungen an den Forschungslaboratorien der Shell in Emeryville und Amsterdam führten zur Entwicklung des Verfahrens.

### Großtechnische Umsetzung
Die erste kommerzielle Anlage wurde 1977 in Geismar, Louisiana, in Betrieb genommen. Die Anlagenkapazität wurde durch den Bau von zwei weiteren Einheiten in den Jahren 1989 und 2002 erhöht. Die Anlagen verfügte dadurch über eine Gesamtkapazität von 910.000 Tonnen. Die vierte SHOP-Produktionseinheit in Geismar mit einer Produktionskapazität von 425.000 Tonnen pro Jahr wurde 2018 fertiggestellt. Die Gesamtkapazität der SHOP-Anlagen in Geismar betrug 2019 etwa 1,3 Millionen Tonnen pro Jahr. Der Markt für lineare α-Olefine im C4- bis C8-Bereich wuchs zwischen 2016 und 2021 aufgrund der steigenden Nachfrage nach linearem Polyethylen niedriger Dichte von rund 7 Millionen Tonnen pro Jahr auf 8,5 Millionen Tonnen, der Marktanteil der SHOP-Olefine betrug etwa 15 %.
In Stanlow im Vereinigten Königreich wurde 1982 eine weitere SHOP-Anlage in Betrieb genommen. Im Jahr 1989 erfolgte dort eine Kapazitätserhöhung auf insgesamt 270.000 Tonnen. Die SHOP-Anlagen in Stanlow wurden nach einem Großfeuer 2018 außer Betrieb genommen und schließlich 2020 abgerissen.
Andere Oligomerisierungsprozesse wurden von Chevron Phillips Chemical, Ethyl Corporation, Orlen Unipetrol, Mitsubishi Chemical Group und Asahi Kasei auf Basis von Ziegler-Katalysatoren entwickelt, Idemitsu Kōsan verwendet einen Zirconium-basierten Katalysator. α-Olefine können ferner durch Cracken oder die Dehydrierung von Paraffinen sowie die Dehydratisierung von Alkoholen hergestellt werden.

Cracken von Paraffinen

Dehydrierung von Paraffinen

Dehydratisierung von Alkoholen
Die drei zuletzt genannten Verfahren sind jedoch nicht mehr die bevorzugten Wege zur Herstellung von α-Olefinen.

## Rohmaterial

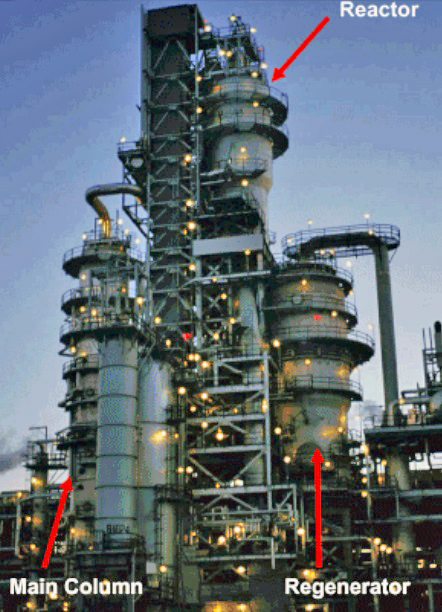
Fluid Catalytic Cracker

Das Ethen zur Herstellung der α-Olefine stammt aus dem Fluid Catalytic Cracking, bei dem schweres Gasöl mit einer Siedetemperatur über 340 °C bei hohen Temperaturen mit einem heterogenen Katalysator gecrackt wird. Als Katalysator wird ein Kontakt auf der Basis von Zeolithen verwendet. Traditionell wird Gasöl in Benzin und Dieselkraftstoff umgewandelt, die Wahl der Betriebsbedingungen und des Katalysators erlaubt eine Optimierung zu anderen FCC-Produkten wie Ethen.
Die hohe Verfügbarkeit von Ethan durch die Schiefergasförderung ermöglicht die kostengünstige und hochselektive Herstellung von Ethen durch Steamcracking. Dazu wird Schiefergas in Spaltöfen bei hohen Temperaturen in Gegenwart von Wasserdampf zu Ethen und Propen umgesetzt. Daneben entstehen verschiedene Nebenprodukte wie 1,3-Butadien, Aromaten, Methan und Wasserstoff. In den USA basieren viele neu gebaute Steamcracker auf Ethan und bestehende Flüssigcracker werden auf gasförmige Einsatzstoffe umgestellt.

## Katalysatoren
Die Ethenoligomerisierung wird durch einen Nickel-Phosphan-Komplex mit Diphenylphosphinoessigsäure
oder 2-Diphenylphosphinobenzoesäure als Ligand katalysiert.
Diese beiden zweizähnigen, hemilabilen Liganden werden auch als SHOP-Liganden bezeichnet. Der Katalysator kann in situ durch die Reduktion von Nickel(II)-chlorid-Hexahydrat mit Natriumborhydrid in Gegenwart von Alkalihydroxiden und dem Chelatliganden hergestellt werden. Die Zugabe als Cyclooctadien-Komplex reduziert jedoch den Nickelsalz- und Natriumborhydridverbrauch erheblich. Die Deaktivierung des Katalysators erfolgt möglicherweise durch die Bildung von zweifach mit P-O-Liganden chelatisierten Nickelkomplexen.
Durch den Einsatz von PO-Liganden mit guter Löslichkeit in polaren Lösungsmitteln lässt sich die Löslichkeit des Katalysatorkomplexes in polaren Lösungsmitteln optimieren. Dies kann etwa durch die Einführung einer Sulfonylgruppe am Liganden geschehen, die die Löslichkeit des Komplexes erhöht. Die verwendeten Nickel(II)-Katalysatoren weisen eine hohe Toleranz gegenüber solchen funktionellen Gruppen auf. Dadurch erleichtert sich die Trennung des Katalysators vom Produktstrom bei einer zweiphasigen Verfahrensweise.
Die steigende Nachfrage nach linearen α-Olefinen im C4- bis C10-Bereich im Vergleich zum C12+-Bereich macht die selektive Bildung von leichten α-Olefinen aus Ethen zu einem wichtigen Thema für die industrielle Forschung. Die Reaktivität des Nickelkomplexes kann durch das Ligandendesign angepasst werden, wodurch die für die industrielle Produktion erforderliche Selektivität erzielt werden kann. Durch ein gezieltes Ligandendesign ist es möglich, Ethen selektiv zu α-Olefinen mit einer kürzeren Kettenlängenverteilung zu oligomerisieren. Des Weiteren ist die Di- oder Trimerisierung von Ethen zu 1-Buten oder 1-Hexen als Hauptprodukt möglich. Ein Zusatz des einzähnigen Liganden Triphenylphosphan führt zur selektiven Bildung von 1-Buten durch Kettenabbruch nach dem ersten Schritt.
Das Design des Liganden, beispielsweise dessen Kohlenstoffkettenlänge beziehungsweise die daraus resultierende Ringgröße des Nickelheterozyklus oder der Einfluss sterischer und elektronischer Effekte, hat einen großen Einfluss auf die Aktivität und Selektivität des Katalysatorsystems bei der Ethenoligomerisierung. So führt eine Vergrößerung des Chelatrings von einem fünfgliedrigen zu einem sechs- oder siebengliedrigen Ring zu einer deutlichen Verringerung der katalytischen Aktivität. Im Gegensatz dazu konnte eine Steigerung der Katalysatoraktivität für die Ethenoligomerisierung beobachtet werden, wenn Doppelbindungen oder aromatische Ringe in die Kohlenstoffkette des Liganden eingeführt wurden. Ebenso wurde eine Steigerung der Aktivität durch die Einführung von Methylgruppen beobachtet. Der Einfluss der Methylgruppen ist hauptsächlich auf induktive Effekte zurückzuführen.
Die Isomerisierung zu internen Olefinen erfolgt mittels typischen Isomerisierungskatalysatoren wie Magnesiumoxid oder Natrium/Kalium auf Aluminiumoxid, wobei etwa 90 % zu internen Olefinen isomerisiert werden. Für die Metathese der internen Olefine werden Katalysatoren auf Basis von Molybdaten auf Aluminiumoxidträgern (MoO3/Al2O3) eingesetzt, die in einem Temperaturbereich von 100 bis 200 °C arbeiten.

## Verfahren
Während des SHOP-Prozesses fallen sechs verschiedene Fraktionen mit unterschiedlicher Zusammensetzung an. Diese Fraktionen (a–f) sind in der schematischen Darstellung der Anlage entsprechend gekennzeichnet. Die Fraktionen c, d und f werden dem Prozess entnommen und industriell genutzt. Die Fraktionen a, b und e sind industriell nicht relevant und können in den Prozess zurückgeführt und zu den anderen Fraktionen weiterverarbeitet werden.
Die Anlage zum SHOP-Verfahren ist in sechs verschiedene Bestandteile gegliedert. Neben zwei Destillationskammern (3) und (6) zur Auftrennung in verschiedene Fraktionen, besteht die Anlage aus dem eigentlichen Oligomerisationsreaktor (1), dem Separator (2), dem Isomerisierungsreaktor (4) und dem Reaktor zur Metathese (5).
Die jeweiligen Kettenlängen der entstehenden α-Olefine können über folgende Tabelle zugeordnet werden:
| Fraktion | kürzeste Kettenlänge | längste Kettenlänge | Bemerkung                                                                                      |
| -------- | -------------------- | ------------------- | ---------------------------------------------------------------------------------------------- |
| a        | 4                    | ∞                   | nur α–Olefine mit einer geraden Anzahl an Kohlenstoffatomen                                    |
| b        | 20                   | ∞                   | nur α–Olefine mit einer geraden Anzahl an Kohlenstoffatomen                                    |
| c        | 4                    | 10                  | nur α–Olefine mit einer geraden Anzahl an Kohlenstoffatomen                                    |
| d        | 12                   | 18                  | nur α–Olefine mit einer geraden Anzahl an Kohlenstoffatomen                                    |
| e        | 14                   | ∞                   | Olefine mit mittelständigen Doppelbindungen; auch ungerade Anzahl an Kohlenstoffatomen möglich |
| f        | 11                   | 14                  | Olefine mit mittelständigen Doppelbindungen; auch ungerade Anzahl an Kohlenstoffatomen möglich |
| g        | 4                    | 10                  | Olefine mit mittelständigen Doppelbindungen; auch ungerade Anzahl an Kohlenstoffatomen möglich |

| Kettenlänge | Gew.-% |
| ----------- | ------ |
| C4          | 7–14   |
| C6–C10      | 25–41  |
| C12–C14     | 15–18  |
| C16–C18     | 11–15  |
| C20+        | 14–42  |

### Oligomerisation und Separation
Im Oligomerisationsreaktor (1) wird Ethen in Gegenwart einer flüssigen Katalysatorphase aus einem Nickel-Phosphan-Komplex zu längerkettigen α-Olefinen umgesetzt. Die Konzentration des Katalysators liegt im Bereich von etwa 10 bis 50 parts per million. Es entsteht eine besonders reine Form von α-Olefinen mit nur einer Doppelbindung mit einer Ausbeute von 96 bis 98 % über den gesamten Bereich von C4 bis C30+. Die Linearität der α-Olefine beträgt bis zu 99 %. Dieser Schritt wird in einem polaren Lösungsmittel wie 1,4-Butandiol durchgeführt. Da die gebildeten α-Olefine darin nicht löslich sind, können diese einfach abgetrennt werden. Dabei entsteht eine Mischung von geradzahligen α-Olefinen mit einer Schulz-Flory-Verteilung. Wird dagegen n-Hexan als Lösungsmittel verwendet, entsteht Polyethylen.
Im nächsten Schritt wird im Separator (2) das Produktgemisch von der Katalysatorphase getrennt und die den Katalysator enthaltende 1,4-Butandiol-Phase in den Oligomerisierungsreaktor zurückgeführt. Die Oligomere werden mit frischem 1,4-Butandiol gewaschen, um etwaige Katalysatorreste zu entfernen. Dadurch wird nicht nur die Produktqualität verbessert, sondern auch die Prozessstabilität. Katalysatorreste können in weiteren Verfahrensschritten ansonsten zur Bildung von Polyethylen führen, das sich in den Prozessanlagen ablagern kann. Anschließend wird das Produktgemisch in die Destillationskolonne (3) geleitet. Überschüssiges Ethen wird in den Reaktor (1) zurückgeleitet.
Am Ende der ersten Destillation verlassen drei Fraktionen die Kammer. Die Fraktion der Produkte mit Kettenlängen zwischen zwölf und 18 Kohlenstoffatomen werden dem Prozess abgeführt und in der Industrie weiterverarbeitet. Sie sind die Hauptprodukte des SHOP-Verfahrens. Die Fraktion der Kettenlängen zwischen vier und zehn Kohlenstoffatomen werden zum Teil abgeführt und zum Teil in den Isomerisierungsreaktor (4) geleitet. Die Fraktion der α–Olefine, die mehr als 20 Kohlenstoffatome besitzen, werden vollständig in den Isomerisierungsreaktor (4) geleitet.
Im ersten Schritt findet die Ethen-Oligomerisierung bei Temperaturen von 80 bis 120 °C und einem Druck von 70 bis 140 bar statt. Die Nickelkonzentration liegt im Bereich von 10 bis 50 Parts per million. Die Reaktionsgeschwindigkeit wird durch die Geschwindigkeit der Katalysatorzugabe gesteuert. Weiterhin ist ein hoher Partialdruck von Ethen erforderlich, um hohe Reaktionsgeschwindigkeiten und Produktlinearität zu erreichen. Höhere Reaktionstemperaturen führen tendenziell zu einer kürzerkettigen Produktverteilung.
| Produkt            | Gew.-% |
| ------------------ | ------ |
| α-Olefine          | 96–98  |
| Verzweigte Olefine | 1–3    |
| Paraffine          | < 0,1  |
| Diene              | -      |
| Monoolefine        | 99,9   |

### Isomerisierung
Bei der Isomerisierung werden die α–Olefine in Verbindungen umgewandelt, die mittelständige Doppelbindungen besitzen. In diesem Prozessschritt bleibt also die Kettenlänge der Moleküle konstant, verändert wird lediglich die Lage der Doppelbindung. Die Reaktion findet in gelöstem Magnesiumoxidkatalysator bei milden Reaktionsbedingungen statt. Die Temperatur beträgt zwischen 80 und 140 °C und der Druck zwischen 3 und 20 bar.

Isomerisierung von Olefinen

### Metathese
Im nächsten Schritt erfolgt eine Metathese im Metathesereaktor (5), wodurch ein Gemisch aus vorwiegend langkettigen internen Olefinen entsteht. Bei diesem Prozess können Ketten mit einer ungeraden Anzahl an Kohlenstoffatomen entstehen.
Durch eine Ethenolyse, eine Metathese im Ethenüberschuss, werden die langkettigen internen Olefine wieder zu α-Olefinen umgesetzt. Die entstehenden Olefine werden wiederum destillativ aufgetrennt. Der Prozess der Isomerisierung und Metathese wird mehrfach durchlaufen, bis die kommerziell nicht relevanten Fraktionen in interne und α-Olefine mit der gewünschten Kettenlänge umgesetzt sind.
{\displaystyle \mathrm {A{\mathord {=}}B\ +CH_{2}{\mathord {=}}CH_{2}\longrightarrow A{\mathord {=}}CH_{2}\ +B{\mathord {=}}CH_{2}} }

## Produkte
Die α-Olefine finden in einer Vielzahl von wichtigen Segmenten der chemischen Industrie Verwendung. Dazu gehören Polyethylen-Co-Monomere, synthetische Schmiermittel, Zwischenprodukte für Reinigungsmittel, Ölfeldchemikalien, Papierleimungsmittel, Schmiermitteladditive und Rheologiemodifikatoren für Wachse sowie eine Vielzahl von weiteren Zwischenprodukten für Fein- und Spezialchemikalien. Von den verschiedenen Verfahren gilt der SHOP-Prozess hinsichtlich der Produktverteilung als besonders flexibel. Die Herausforderung besteht in der Steuerung des Prozesses, sodass Produkte für die sehr unterschiedlichen Märkte bereitgestellt werden können.
Die gezielte Herstellung der drei kurzkettigen α-Olefine 1-Buten, 1-Hexen und 1-Octen außerhalb der klassischen Schulz-Flory-Verteilung des SHOP-Verfahrens stellt ein vielversprechendes Ziel für die nickelkatalysierte Ethen-Oligomerisierung dar. Die Größe des globalen α-Olefin-Marktes im Jahr 2023 wurde auf 10,42 Milliarden US-Dollar geschätzt, wobei die Kosten für Ethen wesentlich den Preis beeinflussen.
| Kettenlänge | Anwendung                                                                   |
| ----------- | --------------------------------------------------------------------------- |
| C4–C8       | Polyethylen Co-Monomer                                                      |
| C6–C8       | Niedermolekulare Fettsäuren und Mercaptane                                  |
| C6–C10      | Weichmacher-Alkohole                                                        |
| C10–C12     | Polyalphaolefine und andere Additive für Schmiermittel, Aminoxide und Amine |
| C10–C16     | Tensidalkohole, nichtionische Tenside und Ölfeldchemikalien                 |
| C16–C18     | Ölfeldchemikalien, Schmieröladditive und Tenside                            |
| C20–C30+    | Ölfeldchemikalien und Wachsersatzpolymere                                   |

Durch Kombination von Oligomerisierung, Isomerisierung und Metathese gelingt es so, fast das komplette eingesetzte Ethen in die gewünschten Produktfraktionen zu überführen. Die α-Olefine werden durch Hydroformylierung in Fettalkohole überführt. Diese können durch direkte Sulfatierung in Fettalkoholsulfate überführt werden. Durch Reaktion mit Ethylenoxid entstehen Fettalkoholethoxylate, die entweder als nichtionische Tenside oder nach Sulfatierung in anionische Tenside überführt werden.

### Polyethylen
α-Olefine finden sowohl in Polyethylen hoher Dichte (HDPE) als auch in linearem Polyethylen niedriger Dichte (LLDPE) als Comonomere Verwendung, um die Kunststoffeigenschaften zu optimieren. In einigen HDPE-Sorten werden bis zu 2 % α-Olefine eingesetzt, um die Spannungsrissbeständigkeit zu erhöhen; viele HDPE-Sorten verwenden jedoch keine Comonomere. Lineares Polyethylen niedriger Dichte ist der größte Verbraucher der drei Comonomere Buten, Hexen und Octen.

### Polyalphaolfine
Die Synthese von amorphen Polyalphaolefinen erfolgt durch Oligomerisierung von linearen α-Olefinen unter Verwendung unterschiedlicher Polymerisations- und Oligomerisationskatalysatoren wie Aluminiumchlorid oder Bortrifluorid. Octen, Decen und Dodecen werden sowohl rein als auch in Mischung zu synthetischen Schmierstoffen oligomerisiert. Diese finden Verwendung in Hochleistungsanwendungen der Automobilindustrie sowie der Industrie.
Die gezielte Auswahl der Katalysatoren und der Reaktionsbedingungen erlaubt die Erzeugung von amorphen Polyalphaolefinen mit spezifischen Eigenschaften. Hochmolekulare Polymere auf Basis von Hexen, Octen, Decen und Dodecen werden als reibungsreduzierende Mittel etwa Rohöl und anderen Kohlenwasserstoffen beigemischt. Die Verwendung von polymeren, amorphen Polyalphaolefinen reduziert die Turbulenzen in der Nähe der Pipelinewand, was zu einer Verringerung des Reibungsdruckabfalls und des Widerstands entlang der Pipeline führt. Dies wiederum resultiert in einer Reduktion der Pumpverluste und senkt damit den Energiebedarf.

### Fettalkohole
Die α-Olefine werden durch Hydroformylierung in Fettalkohole überführt. Diese können durch direkte Sulfatierung in Fettalkoholsulfate überführt werden. Durch Reaktion mit Ethylenoxid entstehen Fettalkoholethoxylate, die entweder als nichtionische Tenside oder nach Sulfatierung in anionische Tenside überführt werden.
Die Hydroformylierung der α-Olefine mit modifizierten Cobaltkomplexen, bei denen ein Carbonylligand durch ein Trialkylphosphinligand ersetzt ist, wie etwa Triethyl- oder Tributylphosphin, erlaubt die gleichzeitige Hydroformylierung und Hydrierung des entstehenden Fettaldehyds zum Fettalkohol in einer Tandem-Reaktion. Bei dem Verfahren wird häufig ein Überschuss an Wasserstoff im Synthesegasgemisch eingesetzt. Dadurch wird der zusätzliche Wasserstoffbedarf für die Hydrierung gedeckt und ein Austausch des Phosphinliganden durch Kohlenstoffmonoxid vermindert. Das Verfahren wurde 1968 bei Shell entwickelt. Die bei der Hydroformylierung von C6–C10-Olefinen entstehenden C7–C11-Alkohole werden mit Phthalsäureanhydrid zu Phthalsäureestern umgesetzt, die als Weichmacher eingesetzt werden. Neben Phthalsäureanhydrid werden für diesen Verwendungszweck auch Säuren wie Adipinsäure, Maleinsäure, Sebacinsäure und andere verwendet.
Durch die Metathese entstehen sowohl geradzahlige als auch ungeradzahlige Olefine. Durch die anschließende Hydroformylierung entstehen durch die Kettenverlängerung um ein C-Atom aus den geradzahligen Olefinen ungeradzahlige Fettalkohole und aus den ungeradzahligen Olefinen entstehen geradzahlige Fettalkohole. Außerdem sind die entstehenden Fettalkohole zum Teil 1-Methyl-verzweigt. Die Fettalkoholgemische sind daher nicht naturidentisch. Als Inhaltsstoffe von Kosmetika werden diese Fettalkoholethoxylatgemische mit sowohl gerad- als auch ungeradzahligen Fettalkoholen als „Pareth“ bezeichnet, etwa Natriumparethsulfat.

Natrium-Parethsulfat
Ein Sachverständigengremium für Inhaltsstoffe von Kosmetika gelangte zu der Einschätzung, dass die Verwendung der Ammonium- und Natriumsalze von C12/15-Parethsulfat, C10/15-Parethsulfat sowie C12/13-Parethsulfat als kosmetische Inhaltsstoffe in den gängigen Konzentrationen als sicher betrachtet werden kann.
Durch die Umsetzung von C4–C11-Fettalkoholen mit Phthalsäureanhydrid und anderen Säuren und Anhydriden werden Weichmacher wie Diisononylphthalat (DINP), Dibutylphthalat (DBP) oder Diisodecylphthalat (DIDP), die bei der Herstellung von Fertigerzeugnissen aus Polymeren, insbesondere von Weich-PVC-Kunststoffen, von großer Bedeutung sind.

Struktur von Diisononylphthalat
Struktur von Dibutylphthalat
Struktur von Diisodecylphthalat

### Alpha-Olefin-Sulfonate
Durch die Umsetzung von C10–C18-α-Olefinen mit gasförmigen Schwefeltrioxid entsteht ein Gemisch von Alkensulfonsäuren und 1,3- und 1,4-Alkansultonen. Durch die anschließende Hydrolyse und Neutralisation mit Natronlauge entsteht ein Gemisch aus α-Olefinsulfonaten und Hydroxyalkansulfonaten. Die C10–C18-Sulfonate werden in verschiedenen Reinigungsmitteln, Kosmetik und Körperpflegemitteln verwendet.

α-Olefinsulfonat

### Lineare Alkylbenzolsulfonate
Lineare Alkylbenzole entstehen durch die Alkylierung von Benzol mit C10–C14-α-Olefinen oder internen Olefinen. Durch eine anschließende Sulfonierung und Neutralisation werden lineare Alkylbenzolsulfonate (LABS) erhalten. Lineare Alkylbenzolsulfonate sind die am häufigsten verwendeten Tenside in Haushalts- und Industriereinigern.

### Bohrspülflüssigkeiten
Interne Olefine werden im Rahmen von Offshore-Bohrungen als Bohrspülflüssigkeiten eingesetzt. Sie zeichnen sich durch die gleichen vorteilhaften Bohr-Eigenschaften wie Flüssigkeiten auf Öl-Basis aus, weisen im Unterschied zu diesen jedoch eine geringere Toxizität, eine schnellere biologische Abbaubarkeit sowie ein geringeres Bioakkumulationspotenzial auf.

### Alkenylbernsteinsäureanhydride
Mit Maleinsäureanhydrid werden interne Olefine in einer En-Reaktion bei Temperaturen von 180 bis 185 °C unter Stickstoffinertisierung zu Alkenylbernsteinsäureanhydriden wie Dodecenylbernsteinsäureanhydrid umgesetzt.

Struktur von iso-C18-Alkenylbernsteinsäureanhydrid
Alkenylbernsteinsäureanhydride werden in erster Linie als Oberflächen- und Masseleimungsmittel für Papier, Pappe und Karton eingesetzt.

### Alkylphenolate
Langkettige interne Olefine werden zur Herstellung von Alkylphenolaten verwendet, welche zusammen mit Calciumcarbonat als Additiv in Motorölen zum Einsatz kommen. Dort neutralisieren sie saure, korrosive Verbrennungsprodukte von Kraftstoffen mit hohem Schwefelgehalt.

### Tertiäre Amine
Trialkylamine können durch Reaktion von längerkettigen α-Olefinen mit bestimmten Aminverbindungen gewonnen werden. Für die Kosmetikindustrie sind Alkyldimethylamine (ADMA) und Dialkylmethylamine (DAMA) aufgrund ihrer guten Hautverträglichkeit von Bedeutung. Diese können auch mit Wasserstoffperoxid zu Aminoxiden umgesetzt werden, die als amphotere Tenside in Reinigungs- und Körperpflegemitteln verwendet werden, oft in Kombination mit anderen Tensiden. Durch die Umsetzung von Alkylaminen mit Benzylhalogeniden wie Benzylchlorid werden quartäre Ammoniumverbindungen wie Benzalkoniumchlorid erhalten, die als Biozide und Antiseptika verwendet werden.

Struktur von Benzalkoniumchlorid

### Fettsäuren
Die bei der Hydroformylierung von C6–C8-α-Olefinen entstehenden Fettaldehyde können in Gegenwart von Übergangsmetallsalzen von Cobalt, Mangan und anderen Metallen zu Fettsäuren oxidiert werden. Um Nebenreaktionen zu minimieren, sollte eine Reaktionstemperatur von 100 °C nicht überschritten werden. Die so hergestellten Fettsäuren werden in vielen Bereichen verwendet, etwa als Weichmacher, synthetische Schmiermittel und vielen weiteren Bereichen.

## Reaktionsmechanismus
Der Prozess und seine Chemie wurden intensiv in der Arbeitsgruppe von Wilhelm Keim an der RWTH Aachen studiert, der als einer der Schlüsselfiguren bei der Entwicklung des Prozesses gilt.
Das Kettenwachstum bei der Ethylenoligomerisierung kann auf unterschiedliche Weise erfolgen. Als aktiver Katalysator beim SHOP-Prozess gilt das Nickel-Hydrid, das durch Abspaltung des Cyclooctadien-Liganden aus dem Start-Komplex gebildet wird. Bei der Oligomerisierung mit homogenen Katalysatoren auf Nickelbasis wird ein Ethen-Koordinations-Insertionsmechanismus angenommen, der als Cossee-Mechanismus bekannt ist. Dabei erfolgt bei einem Nickelhydridkomplex zunächst eine π-Koordination des Ethens, gefolgt von der Insertion des Ethens in die Nickel-Wasserstoffbindung. Dieser Prozess führt zur Bildung eines Nickelalkylkomplexes, wobei die Koordinationsstelle wieder frei wird. Infolge weiterer, sukzessiver Koordinations-Insertionszyklen von Ethen am Nickelkomplex entstehen längerkettige Nickelalkylspezies. Der Kettenabbruch erfolgt durch eine β-Hydrideliminierung, wodurch der ursprüngliche Metallhydridkomplex wieder freigesetzt wird. Durch die β-Eliminierung entstehen α-Olefine verschiedener Kettenlänge, jedoch immer mit einer geradzahligen Anzahl von Kohlenstoffatomen. Durch das Design des Liganden kann die Kettenlängenverteilung der entstehenden Olefine beeinflusst werden.

## Externe Links zu erwähnten Verbindungen
1. ↑  Externe Identifikatoren von bzw. Datenbank-Links zu Diphenylphosphinoessigsäure:  CAS-Nr.: 3064-56-0, PubChem: 2773819, ChemSpider: 2054229, Wikidata: Q82168285.
2. ↑  Externe Identifikatoren von bzw. Datenbank-Links zu 2-Diphenylphosphinobenzoesäure:  CAS-Nr.: 17261-28-8, EG-Nr.: 241-293-7, ECHA-InfoCard: 100.037.524, PubChem: 87021, ChemSpider: 78496, Wikidata: Q56291765.